# 短尾柯
短尾柯（学名：Lithocarpus brevicaudatus）是壳斗科柯属的植物，其种加词“brevicaudatus”意为“短尾的”。分布在中国大陆的长江以南各省区及台灣，生长于海拔300米至1,900米的地区，多生长于山地杂木林中，目前尚未由人工引种栽培。

## 别名
绵槠、槠栎、笠柴、胖椆

## 异名
- Pasania brevicaudata (Skan) Schott.